# A ruténium izotópjai
A természetes ruténium (Ru) hét stabil izotópból áll, ezen kívül eddig 27 radioaktív izotópját fedezték fel. Közülük a legstabilabbak a 106Ru (felezési ideje 373,59 nap), a 103Ru (39,26 nap) és a 97Ru (2,9 nap).
További huszonnégy radioizotópját jellemezték, ezek atomtömege 86,95 u (87Ru) és 119,95 u (120Ru) közé esik. Legtöbbjük felezési ideje – a 95Ru (1,643 óra) és a 105Ru (4,44 óra) kivételével – öt percnél is kevesebb.
A leggyakoribb (102Ru) izotópnál könnyebbek főként elektronbefogással bomlanak, az ettől nehezebbek elsősorban béta-bomlóak. Előbbiek esetén a bomlástermék többnyire technécium, az utóbbiaknál főként ródium.
Standard atomtömeg: 101,07(2) u

## Táblázat
| nuklid jele | Z(p)                | N(n)                | izotóptömeg (u)     | felezési idő           | bomlási mód(ok)  | leány- izotóp(ok) | magspin   | jellemző izotóp- összetétel (móltört) | természetes ingadozás (móltört) |
| nuklid jele | gerjesztési energia | gerjesztési energia | gerjesztési energia | felezési idő           | bomlási mód(ok)  | leány- izotóp(ok) | magspin   | jellemző izotóp- összetétel (móltört) | természetes ingadozás (móltört) |
| ----------- | ------------------- | ------------------- | ------------------- | ---------------------- | ---------------- | ----------------- | --------- | ------------------------------------- | ------------------------------- |
| 87Ru        | 44                  | 43                  | 86,94918(64)#       | 50# ms [>1,5 µs]       | β+               | 87Tc              | 1/2−#     |                                       |                                 |
| 88Ru        | 44                  | 44                  | 87,94026(43)#       | 1,3(3) s [1,2(+3−2) s] | β+               | 88Tc              | 0+        |                                       |                                 |
| 89Ru        | 44                  | 45                  | 88,93611(54)#       | 1,38(11) s             | β+               | 89Tc              | (7/2)(+#) |                                       |                                 |
| 90Ru        | 44                  | 46                  | 89,92989(32)#       | 11,7(9) s              | β+               | 90Tc              | 0+        |                                       |                                 |
| 91Ru        | 44                  | 47                  | 90,92629(63)#       | 7,9(4) s               | β+               | 91Tc              | (9/2+)    |                                       |                                 |
| 91mRu       | 80(300)# keV        | 80(300)# keV        | 80(300)# keV        | 7,6(8) s               | β+ (>99,9%)      | 91Tc              | (1/2−)    |                                       |                                 |
| 91mRu       | 80(300)# keV        | 80(300)# keV        | 80(300)# keV        | 7,6(8) s               | IT (<0,1%)       | 91Ru              | (1/2−)    |                                       |                                 |
| 91mRu       | 80(300)# keV        | 80(300)# keV        | 80(300)# keV        | 7,6(8) s               | β+, p (<0,1%)    | 90Mo              | (1/2−)    |                                       |                                 |
| 92Ru        | 44                  | 48                  | 91,92012(32)#       | 3,65(5) perc           | β+               | 92Tc              | 0+        |                                       |                                 |
| 93Ru        | 44                  | 49                  | 92,91705(9)         | 59,7(6) s              | β+               | 93Tc              | (9/2)+    |                                       |                                 |
| 93m1Ru      | 734,40(10) keV      | 734,40(10) keV      | 734,40(10) keV      | 10,8(3) s              | β+ (78%)         | 93Tc              | (1/2)−    |                                       |                                 |
| 93m1Ru      | 734,40(10) keV      | 734,40(10) keV      | 734,40(10) keV      | 10,8(3) s              | IT (22%)         | 93Ru              | (1/2)−    |                                       |                                 |
| 93m1Ru      | 734,40(10) keV      | 734,40(10) keV      | 734,40(10) keV      | 10,8(3) s              | β+, p (,027%)    | 92Mo              | (1/2)−    |                                       |                                 |
| 93m2Ru      | 2082,6(9) keV       | 2082,6(9) keV       | 2082,6(9) keV       | 2,20(17) µs            |                  |                   | (21/2)+   |                                       |                                 |
| 94Ru        | 44                  | 50                  | 93,911360(14)       | 51,8(6) perc           | β+               | 94Tc              | 0+        |                                       |                                 |
| 94mRu       | 2644,55(25) keV     | 2644,55(25) keV     | 2644,55(25) keV     | 71(4) µs               |                  |                   | (8+)      |                                       |                                 |
| 95Ru        | 44                  | 51                  | 94,910413(13)       | 1,643(14) óra          | β+               | 95Tc              | 5/2+      |                                       |                                 |
| 96Ru        | 44                  | 52                  | 95,907598(8)        | Látszólag stabil       | Látszólag stabil | Látszólag stabil  | 0+        | 0,0554(14)                            |                                 |
| 97Ru        | 44                  | 53                  | 96,907555(9)        | 2,791(4) nap           | β+               | 97mTc             | 5/2+      |                                       |                                 |
| 98Ru        | 44                  | 54                  | 97,905287(7)        | Stabil                 | Stabil           | Stabil            | 0+        | 0,0187(3)                             |                                 |
| 99Ru        | 44                  | 55                  | 98,9059393(22)      | Stabil                 | Stabil           | Stabil            | 5/2+      | 0,1276(14)                            |                                 |
| 100Ru       | 44                  | 56                  | 99,9042195(22)      | Stabil                 | Stabil           | Stabil            | 0+        | 0,1260(7)                             |                                 |
| 101Ru       | 44                  | 57                  | 100,9055821(22)     | Stabil                 | Stabil           | Stabil            | 5/2+      | 0,1706(2)                             |                                 |
| 101mRu      | 527,56(10) keV      | 527,56(10) keV      | 527,56(10) keV      | 17,5(4) µs             |                  |                   | 11/2−     |                                       |                                 |
| 102Ru       | 44                  | 58                  | 101,9043493(22)     | Stabil                 | Stabil           | Stabil            | 0+        | 0,3155(14)                            |                                 |
| 103Ru       | 44                  | 59                  | 102,9063238(22)     | 39,26(2) nap           | β−               | 103Rh             | 3/2+      |                                       |                                 |
| 103mRu      | 238,2(7) keV        | 238,2(7) keV        | 238,2(7) keV        | 1,69(7) ms             | IT               | 103Ru             | 11/2−     |                                       |                                 |
| 104Ru       | 44                  | 60                  | 103,905433(3)       | Látszólag stabil       | Látszólag stabil | Látszólag stabil  | 0+        | 0,1862(27)                            |                                 |
| 105Ru       | 44                  | 61                  | 104,907753(3)       | 4,44(2) óra            | β−               | 105Rh             | 3/2+      |                                       |                                 |
| 106Ru       | 44                  | 62                  | 105,907329(8)       | 373,59(15) nap         | β−               | 106Rh             | 0+        |                                       |                                 |
| 107Ru       | 44                  | 63                  | 106,90991(13)       | 3,75(5) perc           | β−               | 107Rh             | (5/2)+    |                                       |                                 |
| 108Ru       | 44                  | 64                  | 107,91017(12)       | 4,55(5) perc           | β−               | 108Rh             | 0+        |                                       |                                 |
| 109Ru       | 44                  | 65                  | 108,91320(7)        | 34,5(10) s             | β−               | 109Rh             | (5/2+)#   |                                       |                                 |
| 110Ru       | 44                  | 66                  | 109,91414(6)        | 11,6(6) s              | β−               | 110Rh             | 0+        |                                       |                                 |
| 111Ru       | 44                  | 67                  | 110,91770(8)        | 2,12(7) s              | β−               | 111Rh             | (5/2+)    |                                       |                                 |
| 112Ru       | 44                  | 68                  | 111,91897(8)        | 1,75(7) s              | β−               | 112Rh             | 0+        |                                       |                                 |
| 113Ru       | 44                  | 69                  | 112,92249(8)        | 0,80(5) s              | β−               | 113Rh             | (5/2+)    |                                       |                                 |
| 113mRu      | 130(18) keV         | 130(18) keV         | 130(18) keV         | 510(30) ms             |                  |                   | (11/2−)   |                                       |                                 |
| 114Ru       | 44                  | 70                  | 113,92428(25)#      | 0,53(6) s              | β− (>99,9%)      | 114Rh             | 0+        |                                       |                                 |
| 114Ru       | 44                  | 70                  | 113,92428(25)#      | 0,53(6) s              | β−, n (<0,1%)    | 113Rh             | 0+        |                                       |                                 |
| 115Ru       | 44                  | 71                  | 114,92869(14)       | 740(80) ms             | β− (>99,9%)      | 115Rh             |           |                                       |                                 |
| 115Ru       | 44                  | 71                  | 114,92869(14)       | 740(80) ms             | β−, n (<0,1%)    | 114Rh             |           |                                       |                                 |
| 116Ru       | 44                  | 72                  | 115,93081(75)#      | 400# ms [>300 ns]      | β−               | 116Rh             | 0+        |                                       |                                 |
| 117Ru       | 44                  | 73                  | 116,93558(75)#      | 300# ms [>300 ns]      | β−               | 117Rh             |           |                                       |                                 |
| 118Ru       | 44                  | 74                  | 117,93782(86)#      | 200# ms [>300 ns]      | β−               | 118Rh             | 0+        |                                       |                                 |
| 119Ru       | 44                  | 75                  | 118,94284(75)#      | 170# ms [>300 ns]      |                  |                   |           |                                       |                                 |
| 120Ru       | 44                  | 76                  | 119,94531(86)#      | 80# ms [>300 ns]       |                  |                   | 0+        |                                       |                                 |

1. ↑  Rövidítések:
IT: Izomer átmenet
2. ↑  A stabil izotópok félkövérrel vannak kiemelve
3. ↑  A várakozások szerint β+β+-bomlással 96Mo-tá alakul több mint 6,7·1016 év felezési idővel
4. 1 2 3 4 5  Elméletileg spontán maghasadásra képes
5. 1 2 3 4 5 6  Hasadási termék
6. ↑  A várakozások szerint β-β--bomlással 104Pd-gyé alakul

## Fordítás
Ez a szócikk részben vagy egészben  az   Isotopes of ruthenium című angol Wikipédia-szócikk ezen változatának fordításán alapul.  Az eredeti cikk szerkesztőit annak laptörténete sorolja fel. Ez a jelzés csupán a megfogalmazás eredetét és a szerzői jogokat jelzi, nem szolgál a cikkben szereplő információk forrásmegjelöléseként.